# 一乗谷郵便局
一乗谷郵便局（いちじょうだにゆうびんきょく）は、福井県福井市東新町にある郵便局。局番号は33164

## 周辺
- 福井市一乗小学校